# Akademischer Gebirgsverein
Akademische Gebirgsvereine sind Gebirgsvereine, die ihre Mitglieder vorrangig oder ausschließlich unter Studenten suchen.
Gegründet wurden die meisten akademischen Gebirgsvereine im späten 19. oder frühen 20. Jahrhundert als Studentenverbindungen; heutzutage sind nur noch in einzelnen akad. Gebirgsvereinen Reste dieser Struktur zu finden. In vielen Fällen entstanden sie, vergleichbar Akademischen Turnvereinen, im Schoß eines Dachverbandes als Akademische Sektionen z. B. im Deutschen und Österreichischen Alpenverein (DuÖAV) oder dem Slowenischen Alpenverein (PZS). Die vier Schweizer Akademischen Alpenclubs haben sich 1983 zur Vereinigung der Akademischen Alpenclubs der Schweiz (FCAAS) zusammengeschlossen.

## Beispiele
| Verein                                                                 | Ort       | Dachverband | Stiftungsjahr      | Anmerkung |
| ---------------------------------------------------------------------- | --------- | ----------- | ------------------ | --- |
| Techniker-Alpen-Club                                                   | Graz      |             | 1873               | Aufgelöst; Namenspate für die TAC-Spitze im Hochschwab-Massiv                                                                                             |
| Akademische Sektion Graz                                               | Graz      | ÖAV         | 1892               | |
| Akademische Sektion Wien                                               | Wien      | ÖAV         | 1887               | |
| Akademische Sektion Innsbruck                                          | Innsbruck | ÖAV         | 1902               | |
| Akademische Sektion München                                            | München   | DAV         | 1910               | |
| Akademische Sektion Dresden                                            | Dresden   | DAV         | 1901               | 1946 gelöscht; 1992 wiedergegründet; Kontinuität im Rahmen der Sektion Wintersport/Touristik an der Technischen Universität Dresden                       |
| Akademische Sektion Berlin                                             | Berlin    | DuOeAV      | 1899               | 1949 in der Sektion Berlin aufgegangen |
| Sektion Alexander von Humboldt                                         | Berlin    | DAV         | Mitte 1950er-Jahre | Als Bergsteigersektion der Hochschulsportgemeinschaft an der Humboldt-Universität zu Berlin entstanden; nach der Wende Neuausrichtung als Sektion des DAV |
| Akademischer Alpen-Club Zürich                                         | Zürich    | FCAAS       | 1896               | |
| Akademischer Alpenclub Basel                                           | Basel     | FCAAS       | 1918               | |
| Akademischer Alpenclub Bern                                            | Bern      | FCAAS       | 1905               | |
| Club Alpin Académique Genève                                           | Genf      | FCAAS       | 1927               | |
| Akademischer Alpenverein München                                       | München   |             | 1892               | |
| Akademischer Alpenklub Innsbruck                                       | Innsbruck |             | 1893               | |
| Akademischer Alpiner Verein Innsbruck                                  | Innsbruck |             | 1901               | |
| Akademsko planinsko društvo Ljubljana                                  | Laibach   | PZS         |                    | |
| Akademsko planinsko društvo Kozjak                                     | Marburg/D | PZS         | 1953               | |
| Club Alpino Accademico Italiano                                        | Turin     | CAI         | 1904               | |
| Sezione Universitaria della Società degli Alpinisti Tridentini (SUSAT) | Trient    | SAT         | 1909               | |